# 八千浦村
八千浦村（やちほむら）は、かつて新潟県中頸城郡にあった村。

## 沿革
- 1889年（明治22年）4月1日 - 町村制の施行により、中頸城郡黒井村、上荒浜村、下荒浜村、遊光寺浜村、夷浜村、西ケ窪浜村、夷浜新田及び石橋新田の区域をもって、中頸城郡八千浦村が発足する。
- 1954年（昭和29年）6月1日 - 中頸城郡直江津町に編入する。同日、中頸城郡直江津町は市制施行して、直江津市となる。